# Pony (Ginuwine)
Pony is een nummer van de Amerikaanse r&b-zanger Ginuwine. Het is de eerste single van zijn debuutalbum Ginuwine...the Bachelor uit 1996. Op 30 juli dat jaar werd het nummer eerst in de VS en Canada op single uitgebracht. Op 30 december volgden Europa, Australië en Nieuw-Zeeland.

## Achtergrond
De vrij seksueel getinte single werd een hit in thuisland de Verenigde Staten, Canada, West-Europa en Oceanië. In de Amerikaanse Billboard Hot 100 werd de 6e positie behaald. In Canada de 20e, Australië de 3e, Nieuw-Zeeland de 5e, Duitsland en de Eurochart Hot 100 de 28e, Zwitserland de 29e, Zweden de 16e en in het Verenigd Koninkrijk de 16e positie in de UK Singles Chart.
In Nederland was de single in week 2 van 1997 de 202e Megahit op Radio 3FM en werd een hit in de publieke hitlijst; toentertijd de Mega Top 100 op Radio 3FM en de 7e positie in de Nederlandse Top 40 op destijds Radio 538.
In België bleef de single steken op de 4e positie in de "Ultratip" van de Vlaamse Ultratop 50 en behaalde wel de 30e positie in de Waalse Ultratop 50. In de Vlaamse Radio 2 Top 30 werd géén notering behaald.
In 2014 samplede zangeres Rihanna de single in haar nummer Jump.